# Рубен Варгас
Рубен Естебан Варгас Мартінес (нім. Rubén Estephan Vargas Martínez, нар. 5 серпня 1998, Адлігенсвіль) — швейцарський футболіст, нападник німецького «Аугсбурга» та національної збірної Швейцарії.

## Клубна кар'єра
Вихованець юнацьких команд футбольних клубів «Люцерн» та «Крієнс».
27 серпня 2017 року Варгас дебютував за головну команду «Люцерна», а вже із наступного сезону став стабільним гравцем її основного складу.
Влітку 2019 року уклав п'ятирічний контракт з «Аугсбургом», ставши першим в історії німецької Бундесліги гравцем домініканського походження.

## Виступи за збірні
Протягом 2018—2019 років залучався до складу молодіжної збірної Швейцарії. На молодіжному рівні зіграв у 3 офіційних матчах, забив 1 гол.
8 вересня 2019 року дебютував в офіційних матчах у складі національної збірної Швейцарії, вийшовши на заміну у грі кваліфікації до Євро-2020 проти Гібралтару.

## Статистика

### Клубна статистика
Станом на 28 листопада 2020
| Клуб             | Сезон            | Ліга                  | Ліга     | Ліга | Кубок країни | Кубок країни | Європа   | Європа | Інший    | Інший | Усього   | Усього |
| Клуб             | Сезон            | Відділ                | Програми | Цілі | Програми     | Цілі         | Програми | Цілі   | Програми | Цілі  | Програми | Цілі   |
| ---------------- | ---------------- | --------------------- | -------- | ---- | ------------ | ------------ | -------- | ------ | -------- | ----- | -------- | ------ |
| Люцерн           | 2017–18          | Швейцарська Суперліга | 19       | 1    | 1            | 1            | 0        | 0      | -        | -     | 20       | 2      |
| Люцерн           | 2018–19          | Швейцарська Суперліга | 31       | 8    | 4            | 1            | 2        | 0      | -        | -     | 37       | 9      |
| Люцерн           | Усього           | Усього                | 50       | 9    | 5            | 2            | 2        | 0      | -        | -     | 57       | 11     |
| Аугсбург         | 2019–20          | Бундесліга            | 33       | 6    | 0            | 0            | -        | -      | -        | -     | 33       | 6      |
| Аугсбург         | 2020–21          | Бундесліга            | 8        | 3    | 1            | 1            | -        | -      | -        | -     | 9        | 4      |
| Аугсбург         | Усього           | Усього                | 41       | 9    | 1            | 1            | -        | -      | -        | -     | 42       | 10     |
| Загальна кар'єра | Загальна кар'єра | Загальна кар'єра      | 91       | 18   | 6            | 3            | 2        | 0      | 0        | 0     | 99       | 21     |

### Голи за збірну
| №  | Дата                 | Місце проведення                   | Противник | Оцінка | Результат | Конкуренція                    |
| -- | -------------------- | ---------------------------------- | --------- | ------ | --------- | ------------------------------ |
| 1. | 18 листопада 2019 р  | Стадіон Вікторія, Гібралтар        | Гібралтар | 2 –0   | 6–1       | Кваліфікація УЄФА до Євро-2020 |
| 2. | 31 березня 2021 року | Кібунпарк, Санкт-Галлен, Швейцарія | Фінляндія | 2 –2   | 3–2       | товариський                    |

## Особисте життя
Варгас народився у родині домініканця та швейцарки в Адлігенсвілі, містечку, з якого також походить Штефан Ліхтштайнер, багаторічний капітан збірної Швейцарії, з яким Варгас встиг пограти і в «Аугсбурзі».